# Habranthus millarensis
Habranthus millarensis är en amaryllisväxtart som beskrevs av Pierfelice Ravenna. Habranthus millarensis ingår i släktet Habranthus och familjen amaryllisväxter.
Artens utbredningsområde är Bolivia. Inga underarter finns listade i Catalogue of Life.